# Alex Sandro
Alex Sandro Lobo Silva dit Alex Sandro est un  footballeur international brésilien, né le 26 janvier 1991 à Catanduva qui joue comme arrière gauche au CR Flamengo.

## Biographie

### Carrière en Club

#### Atlético Paranaense (2008-2010)
Il débute chez les jeunes à l'Atletico Paranaense où il gagne de nombreux titres. Il joue son premier match en équipe première en octobre 2008. L'année d’après, il participe à la victoire de son équipe dans le championnat du Parana en jouant huit rencontres. Il inscrit contre Rio Branco son unique but sous ses couleurs.

#### Santos FC (2010-2011)
Il reste une saison de plus puis signe l'année suivante au Santos FC. En une seule saison, il gagne le championnat de Sao Paulo, la Coupe du Brésil et la Copa Libertadores.

#### FC Porto (2011-2015)
Le 23 août 2011, à l'issue de cette saison pleine, il quitte le Brésil et signe au FC Porto qui l'engage pour 9,6 millions d'euros. Il remporte le championnat les deux saisons qui suivent son arrivée.
Après avoir joué dans les catégories jeunes et remporté la médaille d'argent aux JO de Londres ainsi que le Mondial des -20 ans, il est sélectionné chez les A en 2011.

#### Juventus (depuis 2015)
En août 2015, il est transféré à la Juventus pour un montant d'environ 26 millions d'euros. Il vient retrouver dans le Piémont une forte légion sud-américaine, composée des Argentins Paulo Dybala et Roberto Pereyra, du Colombien Juan Cuadrado, de l'Uruguayen Martín Cáceres et de ses compatriotes auriverde Hernanes, Neto et Rubinho.

##### Saison 2015-2016
Alex Sandro fait ses débuts lors d'un match nul 1-1 contre le Chievo Vérone. Il n'est pas titulaire au cours de ses premiers mois en Italie, devant laisser la priorité au Français Patrice Evra. Petit à petit, il convainc Massimiliano Allegri de lui faire confiance. En novembre 2015, il délivre une belle passe décisive à Paulo Dybala pour le but victorieux de la rencontre choc contre le Milan AC. Il récidive quatre jours plus tard en Ligue des Champions, servant cette fois Mario Mandzukic.
En janvier 2016, la Juventus poursuit la folle remontée qui va la mener à un nouveau titre de champion d'Italie en fin de saison, après une entame complètement manquée entre août et octobre 2015. Alex Sandro s'avère être un joueur décisif de cette reconquête, inscrivant deux buts en déplacement contre l'Udinese et le Chievo.
En Ligue des Champions, le Brésilien manque le match aller de la confrontation face aux Allemands du Bayern Munich. Il est de retour pour la seconde manche en Allemagne, lors de laquelle la Juve s'inclinera 4-2 après avoir mené 2-0 et entrevu une qualification.
En fin de saison le club remporte un nouveau doublé scudetto-Coupe d'Italie. Alex Sandro n'est pas titulaire lors de la finale de cette Coppa, remporté en prolongations sur un but d'Alvaro Morata.

##### Saison 2020-2021
Alex Sandro signe un doublé face à Parme le 21 avril.

### En équipe nationale
Alex Sandro fait partie de la formation de jeunes d'Atlético Paranaense, qui a produit un grand nombre de défenseurs en très peu de temps, avec Raul, Manoel, Ronaldo Alves, Carlão et Bruno Costa qui se sont tous fait connaître en 2009. Après avoir fait partie de l'équipe du Brésil des moins de 18 ans, Alex Sandro a été appelé en équipe nationale des moins de 20 ans en août 2009, aux côtés de ses coéquipiers Raul, Renan Foguinho et Gabriel Pimba. Il a fait ses débuts dans un match amical à l'âge de 18 ans.
Il était membre de l'équipe qui a remporté le Championnat sud-américain des moins de 20 ans 2011 au Pérou, ainsi que la Coupe du Monde U-20 de la FIFA 2011 en Colombie, jouant également en finale du tournoi contre le Portugal, que le Brésil a remporté 3-2 après prolongation.
Alex Sandro honora sa première sélection le 10 novembre 2011 lors d'une rencontre amicale contre le Gabon. Un an plus tard, il participe aux Jeux Olympiques 2012 où les Brésiliens termineront finaliste de l'édition.
Il dispute sa première grande compétition internationale lors de la Copa America 2019 où les Brésiliens remporteront l'édition contre le Pérou. Deux ans plus tard, il est de nouveau convoqué pour disputer la Copa America 2021, cette fois-ci le Brésil s'inclinera en finale contre l'Argentine.
Le 7 novembre 2022, il est sélectionné par Tite pour participer à la Coupe du monde 2022.

## Style de jeu

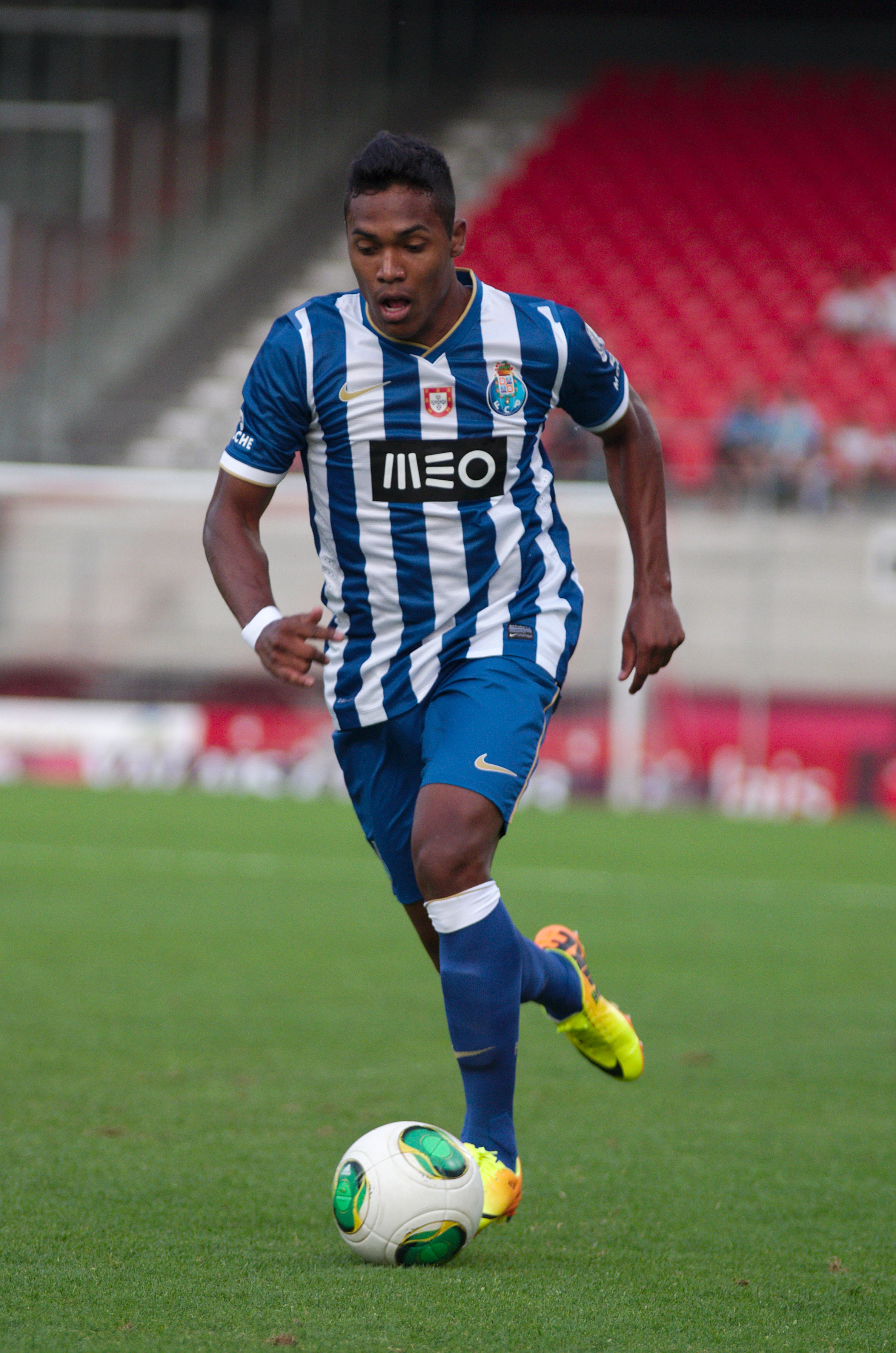
Alex Sandro jouant pour Porto contre Olympique de Marseille en 2013

Considéré comme l'un des meilleurs arrières latéraux gauches du monde, Alex Sandro est un défenseur rapide, énergique et offensif, qui est aussi un solide tacleur et un bon lecteur du jeu, grâce à sa vitesse et son anticipation,. Il a également été utilisé comme ailier défensif et comme milieu de terrain latéral ou comme ailier offensif. Il a été décrit comme un joueur qui est un "coureur puissant, capable de battre les adversaires en un contre un et est un excellent centreur". Son style de jeu a été comparé à celui de son compatriote et vainqueur de la Coupe du monde de football 2002 Roberto Carlos,.

## Statistiques
| Saison                | Club                  | Championnat           | Championnat | Championnat | Coupe nationale | Coupe nationale | Coupe de la Ligue | Coupe de la Ligue | Supercoupe | Supercoupe | Compétition(s) continentale(s) | Compétition(s) continentale(s) | Compétition(s) continentale(s) | Ligue régionale | Ligue régionale | Coupe du monde des clubs | Coupe du monde des clubs | Total | Total |
| Saison                | Club                  | Division              | M.          | B.          | M.              | B.              | M.                | B.                | M.         | B.         | Comp.                          | M.                             | B.                             | M.              | B.              | M.                       | B.                       | M.    | B.    |
| 2008                  | Atlético Paranaense   | Serie A               | 1           | 0           | -               | -               | -                 | -                 | -          | -          | -                              | -                              | -                              | -               | -               | -                        | -                        | 1     | 0     |
| 2009                  | Atlético Paranaense   | Serie A               | 16          | 1           | -               | -               | -                 | -                 | -          | -          | -                              | -                              | -                              | 8               | 1               | -                        | -                        | 24    | 2     |
| Sous-total            | Sous-total            | Sous-total            | 17          | 1           | -               | -               | -                 | -                 | -          | -          | -                              | -                              | -                              | 8               | 1               | -                        | -                        | 25    | 2     |
| 2010                  | Santos FC             | Serie A               | 24          | 1           | 4               | 1               | -                 | -                 | -          | -          | -                              | -                              | -                              | 1               | 1               | -                        | -                        | 29    | 3     |
| 2011                  | Santos FC             | Serie A               | 6           | 0           | -               | -               | -                 | -                 | -          | -          | CL                             | 11                             | 0                              | 7               | 0               | -                        | -                        | 24    | 0     |
| Sous-total            | Sous-total            | Sous-total            | 30          | 1           | 4               | 1               | -                 | -                 | -          | -          | -                              | 11                             | 0                              | 8               | 1               | -                        | -                        | 53    | 3     |
| 2011-2012             | FC Porto              | Liga Sagres           | 7           | 1           | -               | -               | 3                 | 0                 | -          | -          | C3                             | 1                              | 0                              | -               | -               | -                        | -                        | 11    | 1     |
| 2012-2013             | FC Porto              | Liga Sagres           | 25          | 1           | -               | -               | 5                 | 0                 | 1          | 0          | C1                             | 6                              | 0                              | -               | -               | -                        | -                        | 37    | 1     |
| 2013-2014             | FC Porto              | Liga Sagres           | 26          | 0           | 5               | 0               | 4                 | 0                 | 1          | 0          | C1+C3                          | 6+5                            | 0+0                            | -               | -               | -                        | -                        | 47    | 0     |
| 2014-2015             | FC Porto              | Liga Sagres           | 28          | 1           | -               | -               | 1                 | 0                 | -          | -          | C1                             | 11                             | 0                              | -               | -               | -                        | -                        | 40    | 1     |
| 2015-2016             | FC Porto              | Liga Sagres           | 1           | 0           | -               | -               | -                 | -                 | -          | -          | C3                             | -                              | -                              | -               | -               | -                        | -                        | 1     | 0     |
| Sous-total            | Sous-total            | Sous-total            | 87          | 3           | 5               | 0               | 13                | 0                 | 2          | 0          | -                              | 29                             | 0                              | -               | -               | -                        | -                        | 136   | 3     |
| 2015-2016             | Juventus FC           | Serie A               | 22          | 2           | 5               | 0               | -                 | -                 | -          | -          | C1                             | 5                              | 0                              | -               | -               | -                        | -                        | 32    | 2     |
| 2016-2017             | Juventus FC           | Serie A               | 27          | 3           | 4               | 0               | -                 | -                 | 1          | 0          | C1                             | 11                             | 0                              | -               | -               | -                        | -                        | 43    | 3     |
| 2017-2018             | Juventus FC           | Serie A               | 26          | 4           | 2               | 0               | -                 | -                 | 1          | 0          | C1                             | 10                             | 0                              | -               | -               | -                        | -                        | 39    | 4     |
| 2018-2019             | Juventus FC           | Serie A               | 31          | 1           | 2               | 0               | -                 | -                 | 1          | 0          | C1                             | 9                              | 0                              | -               | -               | -                        | -                        | 43    | 1     |
| 2019-2020             | Juventus FC           | Serie A               | 29          | 1           | 5               | 0               | -                 | -                 | 1          | 0          | C1                             | 6                              | 0                              | -               | -               | -                        | -                        | 41    | 1     |
| 2020-2021             | Juventus FC           | Serie A               | 27          | 2           | 4               | 0               | -                 | -                 | -          | -          | C1                             | 5                              | 0                              | -               | -               | -                        | -                        | 36    | 2     |
| 2021-2022             | Juventus FC           | Serie A               | 28          | 0           | 4               | 1               | -                 | -                 | 1          | 0          | C1                             | 7                              | 1                              | -               | -               | -                        | -                        | 40    | 2     |
| 2022-2023             | Juventus FC           | Serie A               | 25          | 0           | 3               | 0               | -                 | -                 | -          | -          | C1+C3                          | 4+5                            | 0+0                            | -               | -               | -                        | -                        | 37    | 0     |
| 2023-2024             | Juventus FC           | Serie A               | 16          | 1           | 2               | 0               | -                 | -                 | -          | -          | -                              | -                              | -                              | -               | -               | -                        | -                        | 18    | 1     |
| Sous-total            | Sous-total            | Sous-total            | 231         | 14          | 31              | 1               | -                 | -                 | 5          | 0          | -                              | 62                             | 1                              | -               | -               | -                        | -                        | 329   | 16    |
| 2024                  | CR Flamengo           | Serie A               | 8           | 0           | -               | -               | -                 | -                 | -          | -          | CL                             | 2                              | 0                              | -               | -               | -                        | -                        | 10    | 0     |
| 2025                  | CR Flamengo           | Serie A               | 9           | 0           | -               | -               | -                 | -                 | -          | -          | CL                             | 4                              | 0                              | 5               | 1               | 2                        | 0                        | 20    | 1     |
| Sous-total            | Sous-total            | Sous-total            | 17          | 1           | -               | -               | -                 | -                 | -          | -          | -                              | 6                              | 0                              | 5               | 0               | 2                        | 0                        | 30    | 1     |
| Total sur la carrière | Total sur la carrière | Total sur la carrière | 390         | 18          | 40              | 1               | 13                | 0                 | 7          | 0          | -                              | 107                            | 1                              | 23              | 2               | 2                        | 0                        | 582   | 22    |

## Palmarès

### En club
|  |  | Santos FC - Paulista A1 - Champion : 2010 et 2011 - Coupe du Brésil - Vainqueur : 2010 - Copa Libertadores - Vainqueur : 2011 |  | FC Porto - Primeira Liga - Champion : 2012 et 2013 - Supercoupe du Portugal - Vainqueur : 2013 |  | Juventus - Serie A - Champion : 2016, 2017, 2018, 2019 et 2020 - Coupe d'Italie - Vainqueur : 2016, 2017, 2018 et 2021 - Finaliste : 2020 - Supercoupe d'Italie - Vainqueur : 2015, 2018, 2020 - Finaliste : 2016, 2017, 2019, 2021 - Ligue des champions - Finaliste : 2017 |

il remporte la coupe du Brésil 2024 avec flamengo 

### Sélection
|  |  | Brésil - Coupe du monde des moins de 20 ans - Vainqueur : 2011 - Copa America - Vainqueur : 2019 - Finaliste : 2021 |